# Clossiana elatus
Clossiana elatus är en fjärilsart som beskrevs av Otto Staudinger 1892. Clossiana elatus ingår i släktet Clossiana och familjen praktfjärilar. Inga underarter finns listade i Catalogue of Life.